# Platylygus knighti
Platylygus knighti är en insektsart som beskrevs av Kelton 1970. Platylygus knighti ingår i släktet Platylygus och familjen ängsskinnbaggar. Inga underarter finns listade i Catalogue of Life.